# Salvatore Di Cristina
Salvatore Di Cristina (ur. 16 marca 1937 w Palermo) – włoski duchowny katolicki, arcybiskup Monreale w latach 2006-2013.

## Życiorys
Wstąpił do seminarium duchownego w Palermo. Doktoryzował się z patrystyki w Instytucie Augustinianum.
Święcenia kapłańskie otrzymał 2 lipca 1960 i został inkardynowany do archidiecezji Palermo. Był m.in. wychowawcą, prorektorem i ojcem duchownym w miejscowym seminarium, wykładowcą na Wydziale Teologicznym Sycylii, a także (w latach 1998-2006) wikariuszem generalnym archidiecezji.

### Episkopat
23 grudnia 2000 papież Jan Paweł II mianował go biskupem pomocniczym archidiecezji Palermo, ze stolicą tytularną Bilta. Sakry biskupiej udzielił mu 26 stycznia 2001 ówczesny arcybiskup Palermo - kard. Salvatore De Giorgi.
2 grudnia 2006 papież Benedykt XVI mianował go arcybiskupem Monreale. 23 grudnia kanonicznie objął urząd.
8 lutego 2013 papież przyjął jego rezygnację z urzędu złożoną ze względu na wiek.